# Mączniak prawdziwy maliny

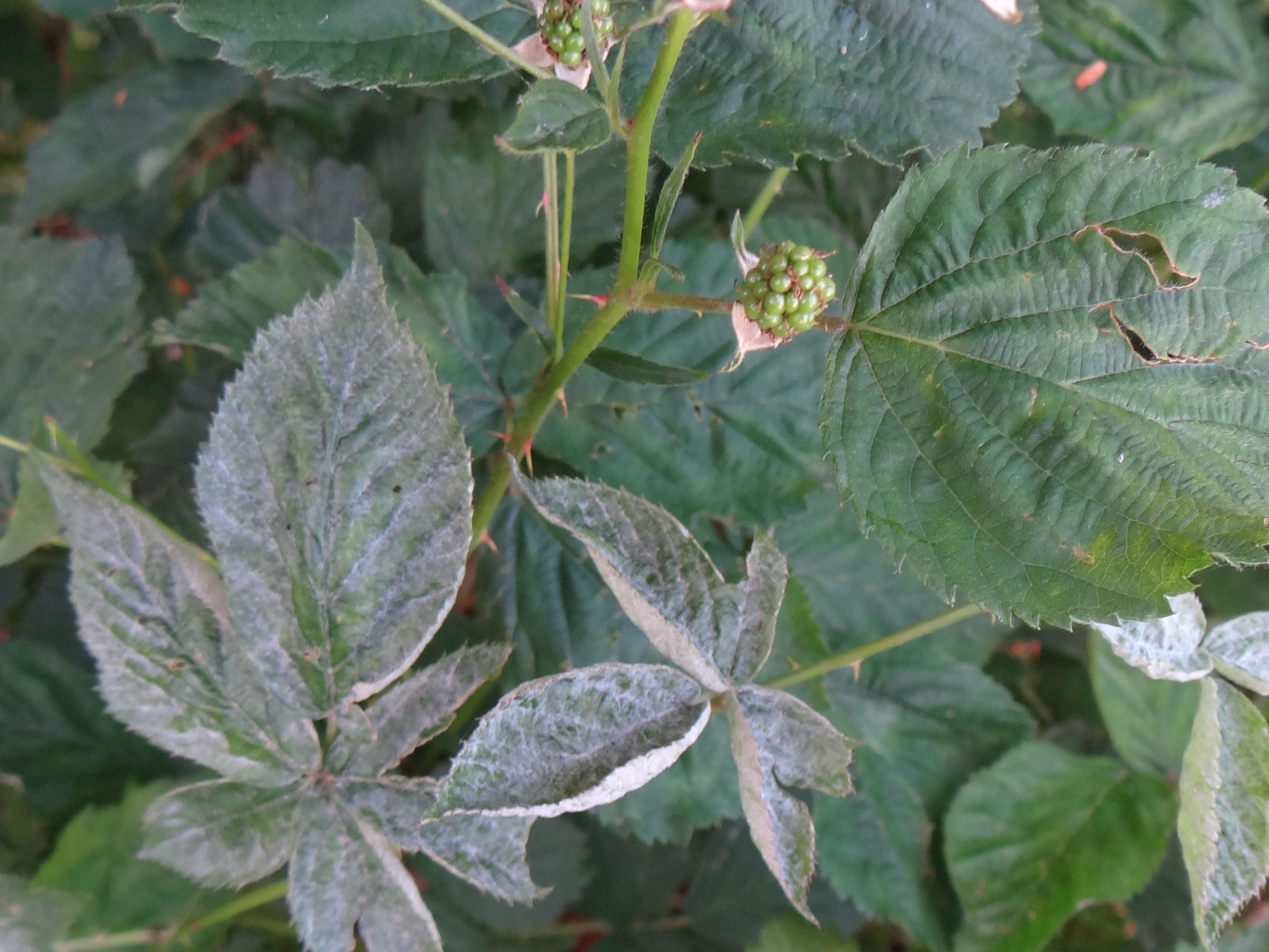
Mączniak prawdziwy malin

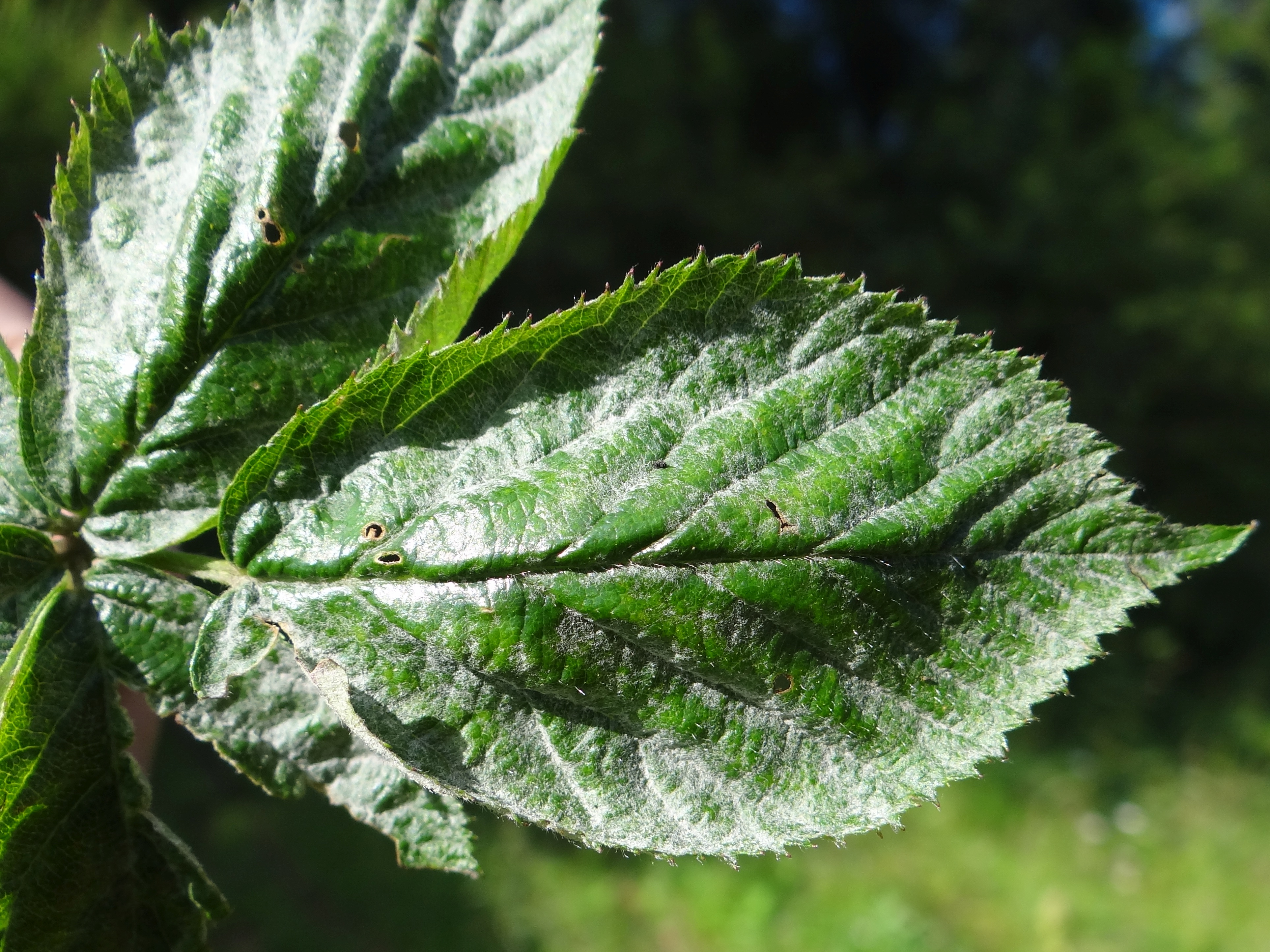
Nalot na liściu maliny

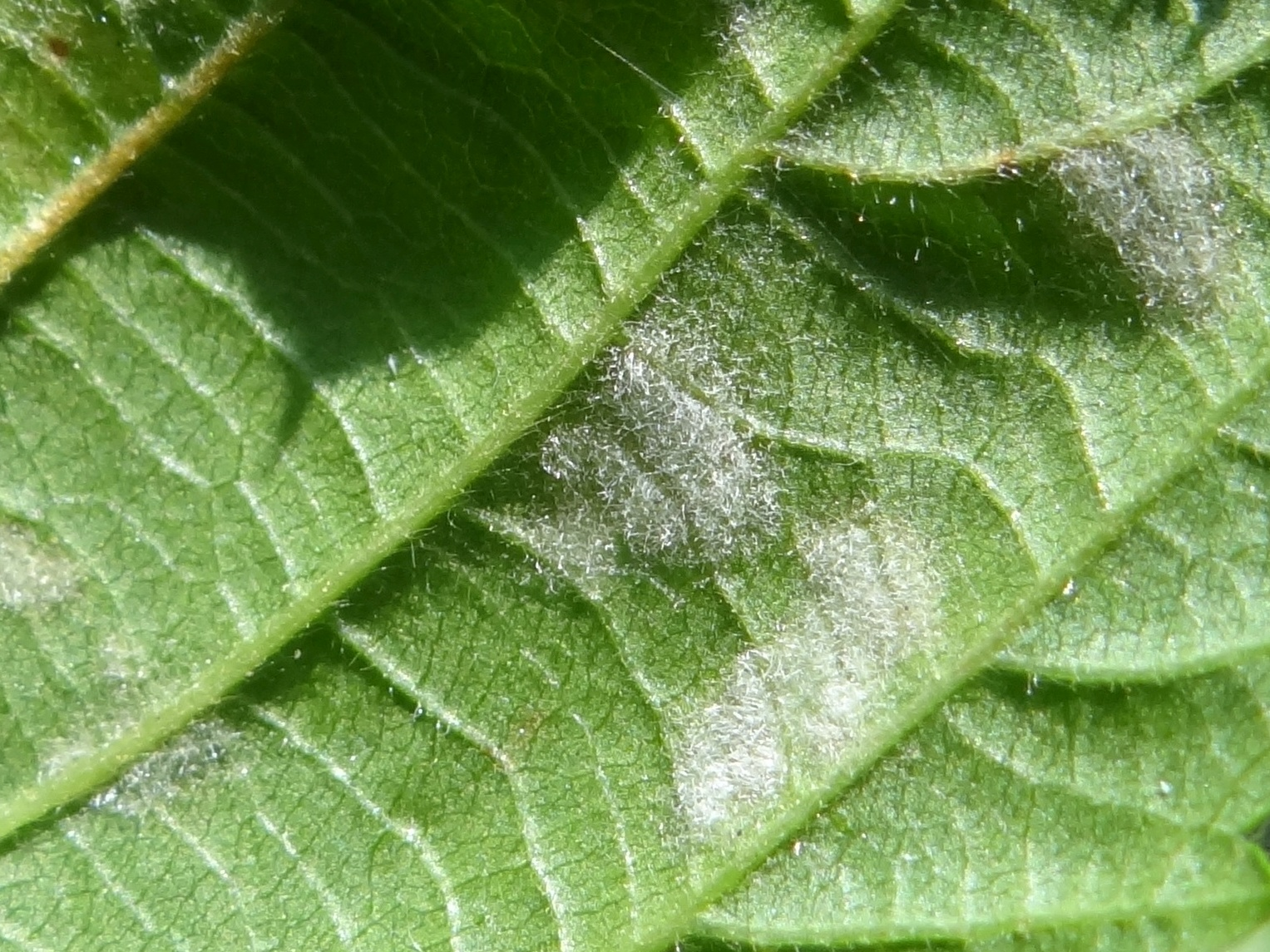
Grzybnia na dolnej stronie liścia

Mączniak prawdziwy maliny – grzybowa choroba malin z grupy mączniaków prawdziwych, wywoływana przez Podosphaera macularis.

## Występowanie i szkodliwość
W Polsce mączniak prawdziwy rzadko atakuje maliny, lokalnie powoduje jednak straty na plantacjach, w których uprawia się odmiany wrażliwe na tę chorobę. Powoduje zahamowanie ich wzrostu, obniżenie plonu i pogorszenie jego jakości. Owoce pokryte mączniakiem nie nadają się do spożycia. Wywołujący chorobę patogen jest polifagiem. Pasożytuje na wielu gatunkach roślin zaliczanych do wielu rodzin. U chmielu wywołuje chorobę zwaną mączniakiem prawdziwym chmielu, u truskawki mączniak prawdziwy truskawki.

## Objawy
Początkowo na górnej stronie porażonych liści pojawiają się jasnozielone plamy. Pod nimi, na dolnej stronie liści powstaje opilśń złożona z grzybni i tworzonych przez nią zarodników konidialnych. Z czasem biały nalot tworzy się również na górnej stronie liści. Czasami na starszych plamach można zaobserwować drobne owocniki typu chasmotecjum. Początkowo są żółte, z czasem ciemnieją i stają się ciemnobrunatne Porażeniu ulegają głównie liście, rzadziej pąki kwiatowe, owoce i pędy. Porażone liście rozwijają się gorzej i są mniejsze i często wyginają się do góry. Pędy ulegają porażeniu  głównie na szczytach. Takie porażone pędy również rozwijają się gorzej, są cienkie i długie.

## Epidemiologia
Patogen zimuje na porażonych wierzchołkach pędów, głównie w postaci grzybni. Czasami jednak zimują także chasmotecja. Infekcji pierwotnej dokonuje głównie grzybnia, rzadko askospory wytwarzane w chasmotecjach. Grzybnia rozwijająca się na świeżo porażonych roślinach wytwarza konidia, które roznoszone przez prądy powietrzne dokonują infekcji wtórnych.
Podobnie, jak u większości grzybów infekcja dokonuje się podczas wilgotnej pogody, jednak mączniakowcom wystarczy do tego poranna rosa lub mgła. W odróżnieniu od większości chorób grzybowych natomiast rozwojowi mączniaków prawdziwych sprzyja sucha i słoneczna pogoda.

## Ochrona
Ogranicza się rozwój choroby przez szereg działań profilaktycznych. Ważne jest przestrzeganie optymalnej rozstawy rzędów i roślin w rzędzie. Zagęszczenie roślin zwiększa ich podatność na choroby grzybowe. Należy więc usuwać nadmiar młodych pędów. Należy usuwać także wszystkie porażone pędy, są one bowiem źródłem infekcji. Nie należy przekraczać prawidłowych dawek nawozów azotowych – jego nadmiar sprzyja rozwojowi mączniaka prawdziwego. Opryskiwania fungicydami dikarboksyimidowymi stosowane do ochrony przed szarą pleśnią ograniczają także rozwój mączniaka prawdziwego maliny.